# Henri de Joyeuse

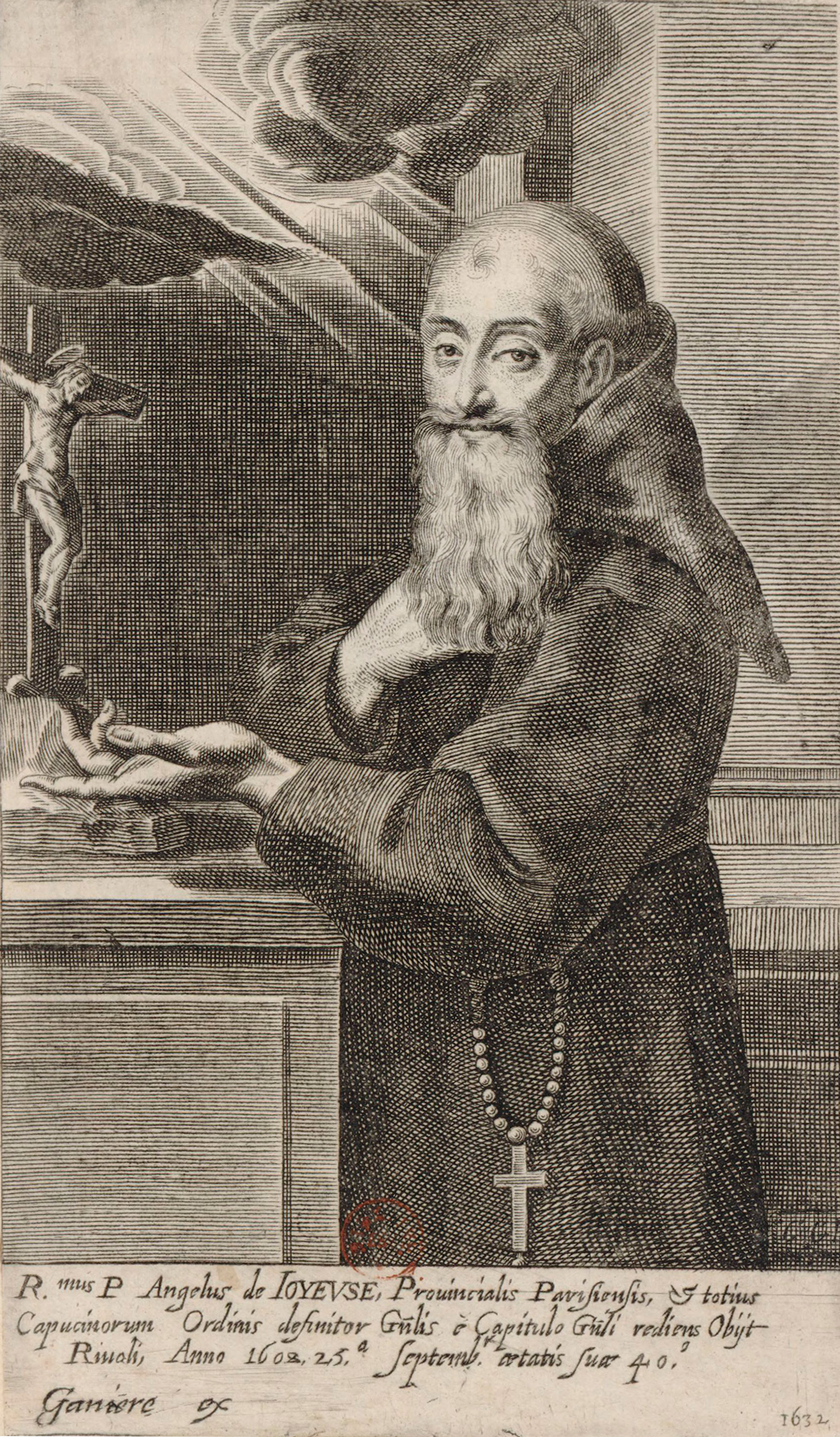
Henri de Joyeuse

Henri de Joyeuse (* September oder Oktober 1563 in Couiza, Département Aude; † 28. September 1608 in Rivoli) war ein französischer Kapuziner, im Jahr 1596 Marschall von Frankreich und ein Heerführer in den Hugenottenkriegen. Er trug die Titel Comte de Batarnay, dann Comte du Bouchage und folgte 1592 schließlich seinem Bruder Antoine Scipion als Herzog von Joyeuse, der mit dem Rang eines Pair von Frankreich verbunden war.

## Leben
Henri war der dritte Sohn des Marschalls Guillaume de Joyeuse. Zu seinen Brüdern gehörten Anne de Joyeuse, Admiral von Frankreich, und der Kardinal François de Joyeuse, der Erzbischof von Toulouse. Er gehörte zum engeren Kreis um den König Heinrich III. von Frankreich, war seit 1583 Maître de la garde-robe und seit 1585 Gouverneur des Anjou, von Maine, der Touraine und des Perche. Er kämpfte im Languedoc und in der Guienne gegen die Hugenotten. Nach dem Tod seiner Frau Cathérine de La Valette, der Schwester des Herzogs von Épernon, am 8. August 1587, bat er um seinen Abschied und trat als „Père Ange“ (Bruder Angelus) in ein Pariser Kapuzinerkloster ein. Im folgenden Jahr wurde er zum Priester geweiht und studierte daraufhin Theologie in Venedig und Schwyz. 1592 war er Prior in Arles.
Als 1592 sein jüngerer Bruder Antoine-Scipion in der Schlacht von Villemur ertrunken war, zwangen ihn die politischen Verhältnisse und der Wunsch seines Bruders François, des Parlements und des Papstes, das Klosterleben zu beenden und die Führung der Armee zu übernehmen. Als vierter Herzog von Joyeuse, entband ihn Papst Clemens VIII. von seinen Gelübden als Kapuziner und überstellte ihn dem Malteserorden, was ihm ermöglichte zu kämpfen. Henri wurde einer der Heerführer der Katholischen Liga bis zur Konversion Heinrichs IV. Dieser ernannte ihn 1596 zum Generalstatthalter im Languedoc und zum Marschall von Frankreich.
Im folgenden Jahr verheiratete er seine Tochter Henriette-Catherine (1585–1656) mit Henri de Bourbon, dem künftigen Herzog von Montpensier, und kehrte am 8. März 1599 wieder in das Kloster der Kapuziner in der Rue Saint-Honoré in Paris zurück. Zweimal (1602 bis 1604 und 1607 bis 1608) war er Provinzoberer. 1608 ging er nach Rom, um am Generalkapitel seines Ordens teilzunehmen, das ihn zum Generaldefinitor wählte. Auf der Rückreise nach Frankreich erkrankte er an einem Fieber und starb in Rivoli. Er ist in der Kirche des Kapuzinerkonvents Paris in der Rue Saint-Honoré beigesetzt.